# Maurício de Oliveira Anastácio
Maurício de Oliveira Anastácio, beter bekend als Maurício, (Rio de Janeiro, 29 september 1962) is een voormalig Braziliaanse voetballer.

## Biografie
Maurício speelde voor vele clubs. In 1989 scoorde hij in de finale van het Campeonato Carioca voor Botafogo het winnende doelpunt tegen Flamengo en zorgde er zo voor dat zijn club na 21 jaar nog eens een titel kon behalen. In 1992 werd hij ook staatskampioen met Internacional en won hij er de Copa do Brasil mee. 